# Echymipera clara
Echymipera clara, conhecido como bandicoot-espinhoso-de-clara(a), é uma espécie de marsupial da família Peramelidae, encontrada na Nova Guiné Ocidental em Indonésia e Papua-Nova Guiné.

## Características
Tem aparência semelhante a um rato, os machos desta espécie são bem diferentes das fêmeas, os machos possuem cabeça grande, caninos e pré-molares grandes. Ambos os sexos podem ser distinguido dos outros bandicoot por pelagem mais espinhosas e um caroço preto grande nas patas traseiras. O comprimento do corpo e cabeça é 30–41 cm nos machos e 27–34 cm nas fêmeas, a cauda mede de 9–10 cm nos machos e nas fêmeas 8–9 cm, os machos pesam de 1.140- 1.700 kg e as femêas 825 - 1.140 kg.

## Hábitos alimentares
Alimentam-se de frutas, sementes, raízes.

## Habitat
Habitam as florestas subtropicais ou tropicais secas.

## Distribuição Geográfica
Centro e norte da ilha de Nova Guiné, incluindo a ilha Yapen.